# Patrick Paul D’Souza
Patrick Paul D’Souza (* 28. April 1928 in Bendur, Mangalore; † 16. Oktober 2014) war Bischof von Varanasi.

## Leben
Patrick Paul D’Souza, Sohn aus einer Familie mit 15 Kindern, trat im Alter von zwölf Jahren in das Kleine Seminar in Ajmer ein. Er studierte Philosophie im Jeppu-Seminar in Mangalore und Theologie in Rom, wo er am 20. Dezember 1953 die Priesterweihe empfing. 1956 wurde er in Theologie promoviert. Er war Rektor der theologischen Hochschule in Ajmer und Generalsekretär der CBCI (Katholische Bischofskonferenz von Indien).
Papst Paul VI. ernannte ihn am 5. Juni 1970 zum Bischof von Banaras. Der Erzbischof von Bombay, Valerian Kardinal Gracias, spendete ihm am 8. August desselben Jahres die Bischofsweihe; Mitkonsekratoren waren Angelo Innocent Fernandes, Erzbischof von Delhi, und Leo D’Mello, Bischof von Ajmer und Jaipur. Ein Jahr später wurde das Bistum in Varanasi umbenannt. Zur damaligen Zeit war er der jüngste Bischof Indiens.
In der Katholischen Bischofskonferenz von Indien war er Vorsitzender der Kommission für soziale Kommunikation und war maßgeblich an der Gründung des Nationalen Instituts für Soziale Kommunikation, Forschung und Ausbildung (NISCORT) beteiligt.
Am 24. Februar 2007 nahm Papst Benedikt XVI. seinen altersbedingten Rücktritt an.
Er war der Bruder des Schriftstellers Leo John Souza.